# Quốc huy Cộng hòa Xã hội chủ nghĩa Xô viết Ukraina
Quốc huy Cộng hòa Xã hội chủ nghĩa Xô viết Ukraina được chính phủ Ukraina Xô viết thông qua vào 14-3-1919 và sau đó sửa đổi vào ngày 7-11-1928, 30-1-1937 và 21-11-1949. Quốc huy từ năm 1949 dựa trên biểu tượng quốc gia của Liên Xô và có búa liềm, ngôi sao đỏ, mặt trời mọc và thân lúa mì là vật bao quanh của quốc huy. Mặt trời mọc tượng trưng cho tương lai của nước Ukraina, ngôi sao cũng như búa liềm tượng trưng cho chủ nghĩa cộng sản và "cộng đồng xã hội chủ nghĩa toàn thế giới".
Quốc huy mang khẩu hiệu của Liên Xô ("Vô sản toàn thế giới, đoàn kết lại!") trong cả tiếng Ukraina và tiếng Nga. Trong tiếng Ukraina, nó là "Пролетарі всіх країн, єднайтеся!" (chuyển tự: Proletari vsikh krayin, yednaytesya!). Tên của Ukraina Xô viết chỉ được viết bằng tiếng Ukraina và viết là "Українська PCP" (Українська Радянська Соціалістична Республіка).
Năm 1992 sau khi giải thể Liên Xô, Ukraina trở nên độc lập, biểu tượng được đổi thành quốc huy hiện tại–tryzub (là một cây đinh ba), đã được phê chuẩn trong Hiến pháp Ukraina vào năm 1996 và lần đầu tiên được sử dụng vào năm 1917. Việc sử dụng biểu tượng này ở Ukraina hiện đã bị cấm.

## Lịch sử

Cộng hòa Xã hội chủ nghĩa Xô viết Ukraina (1918)
Cộng hòa Xã hội chủ nghĩa Xô viết Ukraina (1919-1929)
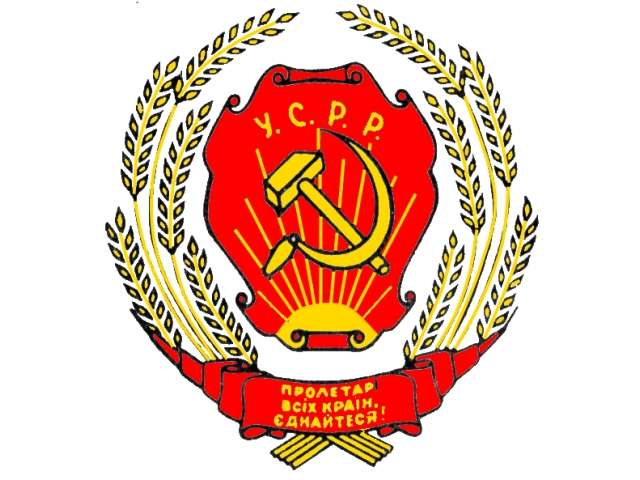
Cộng hòa Xã hội chủ nghĩa Xô viết Ukraina (1929-1937)
Cộng hòa Xã hội chủ nghĩa Xô viết Ukraina (1937-1949)
Cộng hòa Xã hội chủ nghĩa Xô viết Ukraina (1949-1991)